# Portugal Hoje
Portugal Hoje foi um jornal diário editado em Portugal entre outubro de 1979 e julho de 1982.
Era distribuido aos Sábados o Som 80, um suplemento sobre música. Inicialmente foi dirigido por João Afonso e posteriormente Manuel Falcão (que viria a ser o primeiro director do jornal Blitz). Tinha o exclusivo da publicação de artigos da revista Rolling Stone.

## História
Era dirigido por João Gomes. O jornalista Nuno Coutinho foi o seu primeiro chefe de redação, seguindo-se-lhe Miguel Reis, Carlos Albuquerque e Alexandre Pais, o último a ocupar tal cargo.
Nele trabalharam, entre muitos outros, jornalistas como Luís Marques, Carlos Andrade, Isabel Soares, Manuel Falcão, Celestino Amaral, Martinho de Castro, Ilídio Trindade, Eduardo Guerra Carneiro, Rui Ferreira e Sousa, Mário Lindolfo ou Victor Bandarra.[carece de fontes?] António Mendes Nunes e Jorge Oliveira.
O jornal era próximo do Partido Socialista.